# كلير دود
كلير دود (بالإنجليزية: Claire Dodd)‏ هي ممثلة أمريكية، ولدت في 29 ديسمبر 1911 في باكستر في الولايات المتحدة، وتوفيت في 23 نوفمبر 1973 في بيفرلي هيلز في الولايات المتحدة بسبب سرطان.

## أعمال

### أفلام
- (1941) القط الأسود

## وصلات خارجية
- كلير دود على موقع IMDb (الإنجليزية)
- كلير دود على موقع أول موفي (الإنجليزية)
- كلير دود على موقع إن إن دي بي (الإنجليزية)
- كلير دود على موقع قاعدة بيانات الفيلم (الإنجليزية)